# Coupe intercontinentale de baseball 1999
Navigation
Édition précédente Édition suivante
La Coupe intercontinentale de baseball 1999 est la 14e édition de cette épreuve mettant aux prises les meilleures sélections nationales. La phase finale s'est tenu du 3 au 14 novembre 1999 à Sydney. Deux stades ont accueilli les rencontres : le Stade de baseball (Baseball Stadium) de Sydney et le Centre olympique de Blacktown (Blacktown Olympic Centre) situé dans la réserve d'Aquilina. Les deux stades ont accueilli le tournoi de baseball des Jeux olympiques en 2000.

## Sélections qualifiées
Huit équipes participent à cette édition :
- Australie
- Corée du Sud
- Cuba
- États-Unis
- Italie
- Japon
- Pays-Bas
- Taïwan

## Format du tournoi
Chaque sélection joue contre les sept autres lors du premier tour. Les quatre meilleures équipes se qualifient pour la phase finale à élimination directe (demi-finales et finales). Si une équipe mène de plus de 10 points après le début de la 7e manche, le match est arrêté (mercy rule).

## Classement final
| Pl.                | Sélection    |
| ------------------ | ------------ |
| Médaille d'or      | Australie    |
| Médaille d'argent  | Cuba         |
| Médaille de bronze | Japon        |
| 4                  | États-Unis   |
| 5                  | Taïwan       |
| 6                  | Italie       |
| 7                  | Corée du Sud |
| 8                  | Pays-Bas     |

## Résultats

### Premier tour
| Date        | Heure | Stade    | Recevant     | Visiteur     | Score         |
| ----------- | ----- | -------- | ------------ | ------------ | ------------- |
| 3 novembre  | 19h35 | Sydney   | Pays-Bas     | Australie    | 1 - 3         |
| 4 novembre  | 11h30 | Aquilina | Italie       | Taiwan       | 3 - 7         |
| 4 novembre  | 12h30 | Sydney   | Corée du Sud | Cuba         | 4 - 3 (10 m.) |
| 4 novembre  | 19h35 | Sydney   | Japon        | États-Unis   | 0 - 4         |
| 5 novembre  | 11h30 | Aquilina | Cuba         | Taiwan       | 1 - 0         |
| 5 novembre  | 12h35 | Sydney   | Corée du Sud | Japon        | 2 - 5         |
| 5 novembre  | 18h30 | Aquilina | États-Unis   | Pays-Bas     | 4 - 1         |
| 5 novembre  | 19h35 | Sydney   | Australie    | Italie       | 9 - 1         |
| 6 novembre  | 11h30 | Aquilina | Cuba         | Pays-Bas     | 7 - 2         |
| 6 novembre  | 12h35 | Sydney   | Japon        | Italie       | 10 - 2        |
| 6 novembre  | 18h30 | Aquilina | Taiwan       | Corée du Sud | 6 - 1         |
| 6 novembre  | 19h35 | Sydney   | Australie    | États-Unis   | 12 - 2 (8 m.) |
| 7 novembre  | 11h30 | Aquilina | Corée du Sud | Pays-Bas     | 3 - 0         |
| 7 novembre  | 12h35 | Sydney   | Taiwan       | Australie    | 3 - 11        |
| 7 novembre  | 18h30 | Aquilina | États-Unis   | Italie       | 6 - 2         |
| 7 novembre  | 19h35 | Sydney   | Japon        | Cuba         | 1 - 4         |
| 9 novembre  | 11h30 | Aquilina | États-Unis   | Corée du Sud | 2 - 1 (10 m.) |
| 9 novembre  | 12h35 | Sydney   | Italie       | Cuba         | 2 - 14 (7 m.) |
| 9 novembre  | 18h30 | Aquilina | Pays-Bas     | Taiwan       | 0 - 2         |
| 9 novembre  | 19h35 | Sydney   | Australie    | Japon        | 1 - 6         |
| 10 novembre | 11h30 | Aquilina | Italie       | Pays-Bas     | 4 - 1         |
| 10 novembre | 12h35 | Sydney   | Japon        | Taiwan       | 6 - 0         |
| 10 novembre | 18h30 | Aquilina | Australie    | Corée du Sud | 3 - 0         |
| 10 novembre | 19h35 | Sydney   | Cuba         | États-Unis   | 5 - 1         |
| 11 novembre | 11h30 | Aquilina | Pays-Bas     | Japon        | 2 - 15 (8 m.) |
| 11 novembre | 12h35 | Sydney   | Corée du Sud | Italie       | 1 - 3         |
| 11 novembre | 18h30 | Aquilina | Taiwan       | États-Unis   | 0 - 6         |
| 11 novembre | 19h35 | Sydney   | Cuba         | Australie    | 1 - 5         |

| Pl. | Équipe       | J | V | D | PM | PC | %    |
| --- | ------------ | - | - | - | -- | -- | ---- |
| 1   | Australie    | 7 | 6 | 1 | 44 | 14 | .857 |
| 2   | Cuba         | 7 | 5 | 2 | 35 | 15 | .714 |
| 3   | États-Unis   | 7 | 5 | 2 | 25 | 21 | .714 |
| 4   | Japon        | 7 | 5 | 2 | 43 | 15 | .714 |
| 5   | Taïwan       | 7 | 3 | 4 | 18 | 28 | .429 |
| 6   | Italie       | 7 | 2 | 5 | 17 | 48 | .286 |
| 7   | Corée du Sud | 7 | 2 | 5 | 12 | 22 | .286 |
| 8   | Pays-Bas     | 7 | 0 | 7 | 7  | 38 | .000 |

J : rencontres jouées, V : victoires, D : défaites, PM : points marqués, PC : points concédés, % : pourcentage de victoire.

### Phase finale
|  | Demi-finales                 | Demi-finales                 |                        |   | Finale                       | Finale                       |
|  | Demi-finales                 | Demi-finales                 |                        |   | Finale                       | Finale                       |
|  |                              |                              |                        |   |                              |                              |
|  | 13 novembre - 12h35 (Sydney) | 13 novembre - 12h35 (Sydney) |                        |   | 14 novembre - 18h05 (Sydney) | 14 novembre - 18h05 (Sydney) |
|  | 13 novembre - 12h35 (Sydney) | 13 novembre - 12h35 (Sydney) |                        |   | 14 novembre - 18h05 (Sydney) | 14 novembre - 18h05 (Sydney) |
|  | Cuba                         | 7                            |                        |   | 14 novembre - 18h05 (Sydney) | 14 novembre - 18h05 (Sydney) |
|  | Cuba                         | 7                            |                        |   | 14 novembre - 18h05 (Sydney) | 14 novembre - 18h05 (Sydney) |
|  | États-Unis                   | 0                            |                        |   | 14 novembre - 18h05 (Sydney) | 14 novembre - 18h05 (Sydney) |
|  | États-Unis                   | 0                            | Cuba                   | 3 |                              |                              |
|  | 13 novembre - 19h35 (Sydney) |                              | Cuba                   | 3 |                              |                              |
|  |                              | Australie                    | 4 (11 m.)              |   |                              |                              |
|  | Australie                    | Australie                    | 4 (11 m.)              | 2 |                              |                              |
|  | Australie                    |                              |                        | 2 |                              |                              |
|  | Japon                        | 0                            |                        |   |                              |                              |
|  | Japon                        | 0                            | Match pour la 3e place |   |                              |                              |
|  |                              |                              |                        |   |                              |                              |
|  | 14 novembre - 12h35 (Sydney) |                              |                        |   |                              |                              |
|  |                              |                              |                        |   |                              |                              |
|  | États-Unis                   | 0                            |                        |   |                              |                              |
|  | États-Unis                   | 0                            |                        |   |                              |                              |
|  | Japon                        | 6                            |                        |   |                              |                              |
|  | Japon                        | 6                            |                        |   |                              |                              |